# Albert Engelschalk
Albert Engelschalk (auch Albert Engelschalk von Straubing; tschechisch Albert Engelschalk ze Straubingu; lateinisch Albertus Engelschalk de Straubing; * um 1353 in Straubing; † um 1430) wirkte als Magister der Artistenfakultät und der Theologischen Fakultät an der Prager Karlsuniversität, deren Rektor er 1392/93 war. 1403 wechselte er an die Universität Wien. Zudem verfasste er mehrere theologische und homiletische Schriften.

## Leben
Albert Engelschalk, der aus dem bayerischen Straubing stammte, studierte an der Karlsuniversität in Prag, wo er u. a. Schüler des Theologen Konrad von Soltau war. Nach dem Erwerb des akademischen Grades eines Magisters der freien Künste studierte er Theologie. Vermutlich ab 1387 lehrte er an der Artistenfakultät sowie an der Theologischen Fakultät, an der er zweimal zum Dekan gewählt wurde. Als es 1390 zu einem Streit um die Vergabe der zwölften Stelle am Prager Collegium Carolinum kam, für die der Magister Konrad von Beneschau (Konrad z Benešova) gewählt worden war, wurden Albert Engelschalk als Vertreter der bayerischen Nation und Bartholomäus von Torgelow als Vertreter der polnischen Nation zu Schiedsrichtern berufen. Ursächlich für den Streit war ein Einspruch des Propstes Stephan von Kolin und des Magisters Przibislaus von Jesenik, die der Ansicht waren, dass Konrad von Beneschau nach seinem Geburtsort nicht der böhmischen Nation zugerechnet werden dürfe.
Im Studienjahr 1392/93 bekleidete Albert Engelschalk das Amt des Rektors der Karlsuniversität und wurde Mitglied einer Kommission, die die Stärkung der Universitätsprivilegien erreichen sollte. Ihr gehörten u. a. auch Matthäus von Krakau, Nikolaus Magni von Jauer, Nikolaus von Leitomischl und Matthias von Liegnitz an.
Vermutlich wegen der Auseinandersetzungen an der Universität, bei den neben der Reformbewegung des Jan Hus auch die Konflikte zwischen den böhmischen und Universitätsangehörigen anderer Nationen eine Rolle spielten, verließ Albert Engelschalk 1403 Prag und ging an die Universität Wien, wo er einer der führenden Lehrer wurde.
In seiner schriftstellerischen Tätigkeit verfasste Albert Engelschalk Predigtsammlungen sowie Kommentare für den Unterricht an der Universität. Die ihm bis vor kurzem zugeschriebene Schrift Speculum areum stammt vermutlich nicht von ihm. Sie wird heute dem Posener bzw. Krakauer Bischof Petrus Wysz von Radolin zugeschrieben.

## Werke (Auswahl)
- Lectura evangeliorum de tempore et de sanctis
- Lectura super epistolas dominicales